# Zig & Sharko
Zig & Sharko é uma série de animação francesa criada pelo Xilam que foi ao ar pela primeira vez em 21 de dezembro de 2010 no Canal +. A série tem 156 episódios e tem uma duração de 9 minutos cada, na série eles não falam, mas gemem e gritam.
No Brasil, teve a sua estreia no Disney XD em 2016. 
Em Portugal, estreou na SIC K.

## História
Zig é uma hiena faminta que vive em uma ilha vulcânica; ele sempre tenta devorar Marina, uma bela sereia que vive no recife próximo, mas nunca consegue, pois seu amigo, o tubarão Sharko, sempre a protege. Zig é sempre ajudado por Bernie, caranguejo ermitão.

## Personagens
- Zig: o personagem principal da série, é uma hiena faminta sempre procurando algo para comer. Seu principal objetivo é devorar Marina, a sereia, embora todas as suas tentativas sejam um fracasso pois um tubarão chamado Sharko, frustra seus planos e muitas vezes recorre ao seu assistente, Bernie.
- Sharko: É um tubarão e o salva-vidas de praia que protege todas as espécies marinhas de Zig, mas o que mais ajuda é Marina, já que ela é o alvo de Zig e, ao longo dos episódios, observa-se que Sharko sinta algo por Marina.
- Marina: uma sereia inocente e fofa que sempre fica em uma pedra no meio do mar, quase nunca percebe a briga entre Sharko e Zig. Este vê o lado positivo de todos, incluindo o Zig.
- Bernie: Ele é um assistente de crustáceo de Zig, ele faz invenções e máquinas para sequestrar Marina e entregá-la a seu chefe, mas acaba falhando.
- Narrador: aparece apenas na versão independente. Ele não é um personagem, mas como o próprio nome diz, ele é simplesmente um narrador que dá mais humor à série.

## Versão em idioma hindi
No Cartoon Network, é transmitida uma versão em hindi na qual os personagens falam, as vozes são as seguintes:
- Zig: Saif Ali Khan
- Sharko: Sunny Deol
- Marina: Nandita Sharma
- Bernie: Arshad Warsi

- Narrador: Nana Patekar

## Desenvolvimento
Em 2008, o grupo de televisão Canal + decidiu desenvolver nove episódios-piloto de 135 projetos de animação recebidos, incluindo Zig & Sharko que deve transmitir durante 2010-2011 na televisão

## Referência
1. ↑  Canal+ Family développe neuf projets d'animation (em francês) TV Program, 7 de julho de 2009 (Consultado em 26 de maio de 2013)
2. ↑  Diffusions TV pendant la semaine d'Annecy (plus les pilotes des-projets Canal+ Family sur la toi) Catsuka (Consultado em 26 de maio de 2013)